# Harry Thomas Carew-Hunt
Harry Thomas Carew-Hunt (ur. 16 stycznia 1846 na São Miguel, zm. 19 sierpnia 1923 w hrabstwie Albemarle, Wirginia) – brytyjski urzędnik konsularny.

## Życiorys
Urodził się w rodzinie brytyjskiego konsula i botanika Thomasa Carew-Hunta (1808-1886) i Dorothy Nugent-Humble. Pełnił służbę wojskową w stopniu porucznika w Indiach w 74 Regimencie Piechoty Górskiej (1866-1867). Wstąpił do brytyjskiej służby zagranicznej, w której pełnił szereg funkcji konsularnych, m.in. wicekonsula w Bordeaux (od 1866) i Port-au-Prince (1879), konsula na Dominice (1883-1886), w Królewcu (1886-1889), Gdańsku (1889-1903), kierownika konsulatu w Nowym Orleanie w randze konsula (1903-) a następnie konsula generalnego (1909-1915), gdzie został zmuszony do przejścia na emeryturę. Zmarł na chorobę serca; pochowany na Riverview Cemetery w Charlottesville.